# 355 av. J.-C.
Cette page concerne l'année 355 av. J.-C. du calendrier julien proleptique.

## Événements
- 4 avril (23 avril du calendrier romain) : début à Rome du consulat de Caius Sulpicius Peticus III et Marcus Valerius Publicola[1]. Campagnes contre Tibur et Tarquinia[2]. Sept couples de consuls patriciens se succèdent de 355 à 343 av. J.-C.[3].
- Printemps, troisième guerre sacrée : Philomélos, stratège des Phocidiens, marche sur les Thermopyles, bouscule les Locriens et l'avant-garde béotienne dans un engagement de cavalerie, puis défait les Thessaliens au mont Argolas[4].
- Été : fin de la guerre sociale (357/355 av. J.-C.)[5]. À la suite d'un ultimatum d’Artaxerxès III, Athènes rappelle Charès et reconnaît l’indépendance de ses alliés révoltés[6].

- Août (date probable) : Philomélos est vaincu par les amphictions à Néon, en Phocide. Il se serait jeté du haut d’une falaise[4].
- Septembre : Onomarchos est élu stratège des Phocidiens[7]. Il utilise les trésors du temple d’Apollon pour lever 20 000 mercenaires. La guerre reprend entre Lycophron de Phères et les autres Thessaliens. Les Phocidiens s’allient à Phères, espérant contrôler la Thessalie pour obtenir la majorité à l’amphictyonie[8].
- Automne : Philippe II de Macédoine commence le siège de Méthone (il perd un œil au cours des combats)[9].

- Exécution de Callistratos, homme politique athénien condamné en 362 av. J.-C., à son retour d’exil de Macédoine[10].

## Décès en 355 av. J.-C.
- Eudoxe de Cnide, astrologue, géomètre, médecin et philosophe grec.
- Xénophon, historien et homme politique grec.
- Callistratos, homme politique athénien.